# Mimosa insignis
Mimosa insignis là một loài thực vật có hoa trong họ Đậu. Loài này được (Hassl.) Barneby miêu tả khoa học đầu tiên.